# Eva Marie Saint
Eva Marie Saint (født 4. juli 1924 i Newark, New Jersey) er en oscar-belønnet amerikansk skuespillerinde.
Efter en række roller i TV-film og TV-serier debuterede hun som filmskuespiller i filmen On the waterfront (dansk: I storbyens havn) fra 1954 sammen med Marlon Brando, en rolle, der indbragte hende en Oscar for bedste kvindelige birolle.
Hun har endvidere medvirket i Alfred Hitchcocks North by Northwest (dansk: Menneskejagt) fra 1959 og Exodus fra 1960.